# Battaglia di Centallo
La battaglia di Centallo, altrimenti nota coma battaglia di Murazzo, fu uno scontro, avvenuto il 31 ottobre 1799, che vide contrapposte le divisioni dei generali austriaci Ott e von Elsnitz contro le forze francesi del generale Grenier. L'attacco austriaco alla posizione francese costrinse Grenier ad allontanarsi dalla posizione di Championnet, privandolo quindi del supporto necessario per affrontare pochi giorni dopo il grosso dell'esercito austriaco presso Genola.

## Contesto storico
Venti di guerra erano tornati a soffiare sull'Europa nel 1799: dopo la spedizione di Napoleone in Egitto e la rocambolesca sconfitta del Regno di Napoli, le principali potenze europee si apprestavano ad entrare in guerra contro la Francia e le altre repubbliche rivoluzionarie.
Il fronte italiano si dimostrò particolarmente ricco di azione: il generale Suvorov condusse una brillante campagna, collezionando una lunga serie di successi sulle forze repubblicane, spostando il fronte dal Veneto sino ai monti della Liguria. Purtroppo, gelosie ed ambizioni politiche impedire al generale russo di completare la propria avventura in Italia: lui ed i suoi uomini furono inviati in Svizzera a scontrarsi con le forze del generale Massena.

## Antefatti

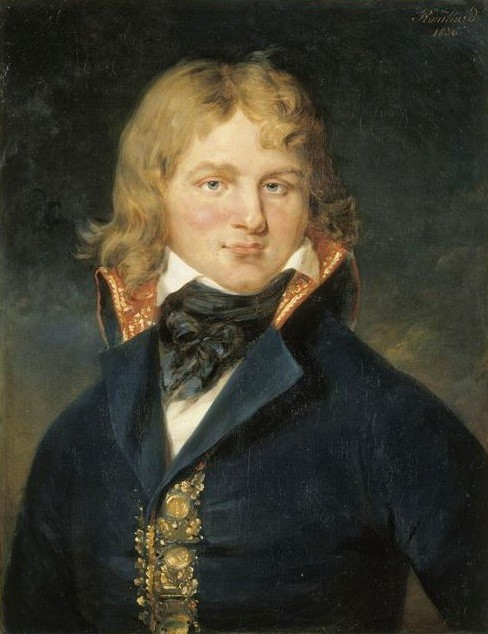
Il generale Championnet

Con l'arrivo di Championnet e dei rinforzi dell'Armata delle Alpi, l'esercito francese e quello alleato, orfano dei russi di Suvorov, partiti per la Svizzera, erano più o meno equivalenti. La congiunzione delle forze di Championnet e Moreau rappresentava un grosso problema da risolvere e von Melas, prudentemente, decise di desistere da un immediato attacco a Cuneo, ritirandosi verso Torino. Dopo un breve periodo di coesistenza, Championnet chiese a Moreau di poter avere il comando dell'Armata d'Italia, del quale era stato formalmente incaricato dal Direttorio. Moreau accettò e partì alla volta della Svizzera, dove gli era stato affidato un ruolo di comando.
Championnet dovette affrontare delle sfida logistiche e organizzative non indifferenti: le risorse alimentari disponibili nella stretta fascia tra il Mar Ligure e gli Appennini stavano iniziando a scarseggiare, le paghe dei soldati tardavano ad arrivare e la Riviera di Levante era appena stata invasa dalla divisione di Klenau, pronto a minacciare Genova al primo passo falso dei francesi. Oltre a ciò, sentiva la sua posizione di comando minacciata dal ritorno di Bonaparte, sbarcato a Frejus nei primi giorni di ottobre, e dalle numerose critiche giunte al suo operato.
Per risolvere tutti questi problemi, Championnet valutò le sue opzioni e, spinti anche da una forte ambizione personale, decise di passare all'attacco. L'intera armata d'Italia sarebbe nuovamente scesa nelle pianure piemontesi e sarebbe avanzata sino a Torino: se l'operazione avesse avuto successo, avrebbe potuto riempire le tasche dei soldati, recuperare parte del territorio perso nei mesi precedenti e sfruttare le ampie risorse della pianura per sfamare il suo esercito.
Per fare questo, doveva prima scacciare Klenau dalla Liguria e coprire il fianco destro da eventuali attacchi austriaci. Di tutto ciò fu incaricato Saint-Cyr: gli furono assegnati circa 12000 uomini in tutto. Verso metà ottobre, riuscì a mettere Klenau in una posizione scomoda e pericolosa, che lo forzò ad abbandonare il litorale, consegnano nelle mani francesi circa 1200 prigionieri. Pochi giorni dopo, giunto nei pressi di Novi, Saint-Cyr occupò il paese, sconfiggendo le forze di Karacsay.
Con la situazione dell'ala destra stabilizzata, il resto dell'esercito poté scendere in pianura. Il nerbo delle forze francesi erano personalmente guidate da Championnet, mentre altri distaccamenti si occupavano di liberare i villaggi piemontesi dalle guarnigioni austriache e di coprire i fianchi del corpo principale mentre questo scendeva da Cuneo in direzione di Torino. Uno di questi distaccamenti era il corpo di Grenier.

## La battaglia

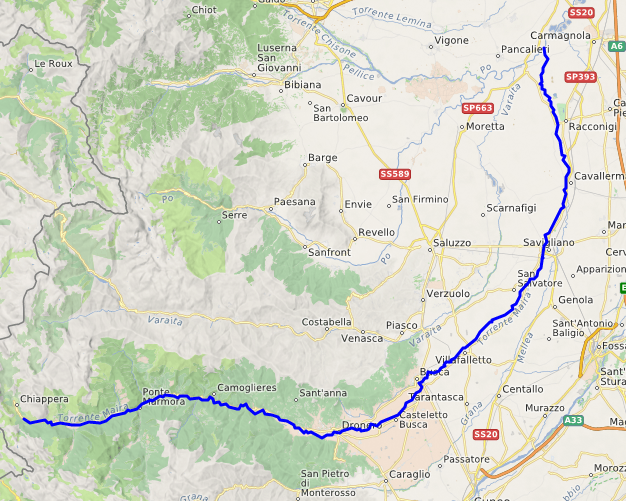
Mappa della regione della battaglia. In evidenza il torrente Maira

La divisione di Ott e quella del generale von Elsnitz si radunarono insieme, all'alba del 31 ottobre, nei pressi dei nuovi ponti costruiti nei giorni precedenti a Castelletto e Montenera. Dopo che l'artiglieria austriaca ebbe sopraffatto i cannoni francesi, attraversarono il fiume, sorprendendo i loro avversari. Marciarono rapidamente attraverso un sentiero lungo e dissestato e, sebbene il terreno fosse molto favorevole ai francesi, questi furono respinti, bombardati dal fuoco dei cannoni, appostati sulle colline circostanti. Nonostante il primo attacco austriaco fosse stato abilmente respinto dagli uomini della divisione di Grenier, principalmente grazie ad una controcarica di Mermet e del suo 10º ussari, i francesi non fu in grado di fermare gli imperiali a lungo: la cavalleria austriaca sfruttò la confusione e travolse i francesi con una poderosa carica. Solo la fuga salvò i repubblicani da una rotta completa.
Von Elsnitz inseguì il nemico fino a quando giunse a portata dei cannoni di Cuneo mentre Ott li inseguì fino a Busca. Fino a sera l'esercito rimase sulle rive del Grana.

## Conseguenze
Il costo umano di questo combattimento fu di circa 1000 francesi morti o feriti, tra cui il generale francese Calvin, ma von Melas non riuscì a ottenere una vittoria decisiva, non ritenendo saggio inseguire Grenier. Gli austriaci si ritirarono sulle loro vecchie posizioni, lasciando solo avamposti lungo la Stura. Proseguendo, lentamente, giunse il 2 novembre a Levaldigi, una frazione di Savigliano. Invece, le altre brigate francesi ottenevano dei successi minori: i pericolosi e continui attacchi di Duhesme a Pinerolo indussero von Melas a cercare una linea difensiva più sicura, volendo anche radunare le proprie forze per rimanere al sicuro ed osservare le mosse del proprio avversario. Gli austriaci, pertanto, si ritirarono in direzione di Torino, lasciando Mondovì e Breolungi in mano francese. Victor, avanzando sulla sinistra di Lemoine, riuscì a rinforzare le avanguardie di Fressinet e a cacciare gli austriaci dagli avamposti di Margarita e Morozzo, aprendo la strada all'esercito principale verso Fossano.
Su questa stessa strada, pochi giorni dopo, Championnet si imbatté casualmente nel grosso dell'esercito austriaco, che si stava dirigendo verso Cuneo seguendo la sua stessa rotta: von Melas, che aveva concentrato le proprie forze in attesa del momento propizio per attaccare, invece di disperderle come i francesi, ottenne rapidamente un vantaggio e riuscì a costringere i repubblicani alla ritirata. Nel giro di due settimane, questi erano stati del tutto allontanati dalla pianura e la roccaforte di Cuneo messa sotto assedio. Era nei piani francesi il progetto di portare provviste in città, ma la presenza di nemici e gli eventi che seguirono la sconfitta di Genola non lo permisero.